# Pacificação de Manchukuo
A Pacificação de Manchukuo foi uma campanha de contrainsurgência japonesa para suprimir qualquer resistência armada ao recém-estabelecido estado-fantoche de Manchukuo, vinda de vários Exércitos Voluntários Antijaponeses na Manchúria ocupada e, mais tarde, do Exército Unido Antijaponês do Nordeste Comunista. As operações foram realizadas pelo Exército Imperial Japonês de Kwantung e pelas forças colaboracionistas do governo de Manchukuo de março de 1932 a 1942, e resultaram em uma vitória japonesa. 

## Japão toma o poder
A formação mais antiga de grandes grupos partidários antijaponeses ocorreu nas províncias de Liaoning e Jilin devido ao fraco desempenho do Exército de Fengtian no primeiro mês da invasão japonesa da Manchúria e ao rápido sucesso do Japão em remover e substituir a autoridade provincial em Fengtian e Jilin. 
O governo provincial da província de Liaoning fugiu para o oeste, para Jinzhou. O governador Zang Shiyi permaneceu em Mukden, mas se recusou a cooperar com os japoneses no estabelecimento de um governo separatista e colaboracionista e foi preso. O Exército de Kwantung emitiu uma proclamação em 21 de setembro de 1931, instalando o Coronel Kenji Doihara como Prefeito de Mukden; ele passou a governar a cidade com a ajuda de um "Comitê de Emergência" composto principalmente por japoneses. 
Em 23 de setembro de 1931, o tenente-general Xi Qia do Exército de Jilin foi convidado pelos japoneses para formar um governo provisório para a província de Jilin. Em Jilin, os japoneses conseguiram realizar uma ocupação sem derramamento de sangue da capital. O general Xi Qia emitiu uma proclamação em 30 de setembro, declarando a província independente da República da China, sob proteção do Exército Japonês. 
Em 24 de setembro de 1931, um governo provisório foi formado em Fengtian (o novo nome da antiga província de Liaoning) com Yuan Jinhai como presidente do "Comitê para a Manutenção da Paz e da Ordem". 
Em Harbin, o General Zhang Jinghui também convocou uma conferência em 27 de setembro de 1931 para discutir a organização de um "Comitê de Emergência do Distrito Especial", formado para alcançar a secessão de Harbin da China. No entanto, ele não conseguiu agir, pois grande parte da área ao redor de Harbin ainda era controlada por milícias antijaponesas comandadas pelos generais Ding Chao, Li Du, Feng Zhanhai e outros. 
Enquanto isso, em Mukden, o "Comitê Administrativo do Nordeste", ou Conselho Orientador de Autogoverno, foi criado em 10 de novembro sob a liderança de Yu Chung-han, um proeminente estadista do governo de Zhang Xueliang, que era a favor da autonomia da Manchúria. Depois que os japoneses derrotaram o General Ma Zhanshan e ocuparam Qiqihar em 19 de novembro de 1931, uma Associação de Autogoverno local foi estabelecida na Província de Heilongjiang; e o General Zhang Jinghui foi empossado como Governador da Província em 1º de janeiro de 1932. 
Após a queda de Jinzhou, o movimento de independência fez rápido progresso no norte da Manchúria, onde o Coronel Doihara era Chefe dos Serviços Especiais em Harbin. O general Zhang Jinghui, ao saber da derrota do marechal Zhang Xueliang em Jinzhou, concordou com o pedido do Conselho de Orientação do Autogoverno em Mukden e declarou a independência da província de Heilongjiang em 7 de janeiro de 1932. Depois que o General Ma Zhanshan foi expulso de Qiqihar pelos japoneses na Campanha de Jiangqiao, ele recuou para o nordeste com suas forças derrotadas e esgotadas e estabeleceu sua capital em Hailun. Lá, ele tentou continuar a governar a província de Heilongjiang. O Coronel Kenji Doihara iniciou negociações com o General Ma de seu Gabinete de Serviços Especiais em Harbin, na esperança de fazê-lo se juntar ao novo estado de Manchukuo que o Japão estava organizando. Ma continuou negociando com Doihara, enquanto ele continuava apoiando o General Ding Chao. 

## Resistência inicial: milícias, irmandades e bandidos
O surgimento da resistência chinesa à ocupação japonesa da Manchúria na forma de milícias de cidadãos, irmandades de camponeses e gangues de bandidos foi facilitado pelo sucesso do Japão em destruir rapidamente o governo de Zhang Xueliang na região. A maior parte da força do Exército de Kwantung durante novembro de 1931 foi concentrada contra o General Ma Zhanshan, no centro-norte de Heilongjiang, e em dezembro e início de janeiro contra o exército restante de Zhang Xueliang em Jinzhou, no sudoeste de Liaoning. Longe das guarnições japonesas nas cidades e ao longo das ferrovias, unidades de resistência se reuniram abertamente e relativamente livres no final de 1931 e início de 1932. 

### Milícias
O status de fronteira da Manchúria, com banditismo endêmico e atividades de senhores da guerra adversários, levou os principais cidadãos e autoridades das aldeias a formarem milícias privadas para a proteção de suas propriedades e terras, mesmo antes da invasão japonesa da Manchúria. Após o início da ocupação japonesa, essas milícias se tornaram bandos de guerrilheiros, muitas vezes conhecidos como homens "à paisana" devido à falta de uniformes, e se autodenominaram com vários nomes, como "Milícia de Autoproteção", "Milícia Antijaponesa" ou "Voluntários Chineses". Uma das primeiras forças desse tipo a se formar, chamada Milícia dos Cidadãos Corajosos, foi estabelecida em novembro de 1931 perto do porto do estuário de Jinzhou. Essas milícias operavam principalmente no sul de Fengtian, que tinha metade da população da Manchúria e a maior proporção de chineses han . Fengtian ficou quase imediatamente sob controle japonês, já que a maioria dos centros populacionais e sua capital, Mukden, ficavam ao longo dos trilhos da Ferrovia da Manchúria do Sul, na Zona da Ferrovia do Sul da Manchúria, que havia sido guarnecida por tropas do Exército de Kwantung muito antes do conflito. 

### Irmandades Camponesas
"Irmandades Camponesas" eram uma forma tradicional de proteção mútua entre pequenos proprietários e arrendatários chineses. Ondas de imigrantes fugindo das guerras da era dos senhores da guerra que devastaram o norte e o centro da China chegaram à Manchúria desde 1926, a uma taxa de um milhão por ano. Entre eles estavam muitos camponeses pertencentes às duas irmandades predominantes, a Sociedade da Lança Vermelha e a Sociedade das Grandes Espadas, que ajudaram os imigrantes a se estabelecerem e forneceram proteção contra bandidos e latifundiários gananciosos. 
A Sociedade da Lança Vermelha era mais forte no interior de Fengtian e na zona rural ao redor de Harbin. A Sociedade das Grandes Espadas predominou no sudeste de Jilin e nas áreas adjacentes de Fengtian. Em 1927, os Grandes Espadas lideraram uma revolta desencadeada pelo colapso da moeda de papel Feng-Piao. Durante a rebelião, as Grandes Espadas foram respeitadas pelos camponeses porque não prejudicaram nem saquearam as pessoas comuns, mas resistiram aos oficiais do senhor da guerra Zhang Zuolin. 
Após a invasão japonesa, a Sociedade das Grandes Espadas perturbou o Jiandao no sudeste de Fengtian, ao longo da fronteira com a Coreia, e se rebelou em massa em resposta à declaração de Manchukuo em 9 de março de 1932. As Grandes Espadas se tornaram o principal componente da resistência partidária nesta região, formando laços frouxos com os Exércitos Voluntários Antijaponeses. O líder bandido Zhang Haitian comandou vários bandos de Grandes Espadas no oeste de Fengtian. As Grandes Espadas no sudeste de Jilin estavam aliadas a Wang Delin, e o General Feng Zhanhai organizou e treinou um Corpo de Grandes Espadas de 4.000 homens. 
Os grupos da Red Spear Society eram mais difundidos. Os membros formaram importantes centros de resistência à medida que a guerra se espalhava pelo interior. Os Red Spears frequentemente atacavam a Zona da Ferrovia do Sul da Manchúria a partir dos distritos de Xinlitun e Dongfeng, perto das minas de carvão de Mukden e Fushun . Eles eram liderados por um jovem oficial do Exército Fengtian, Tang Juwu. Unidades da Sociedade da Lança Vermelha demonstraram extraordinária resistência nessa área; quase dois anos após o Incidente de Mukden, um grupo de 1.000 membros da Lança Vermelha invadiu a prefeitura de Dongfeng, perto de Mukden, em 3 de junho de 1933, muito depois de os grandes Exércitos Voluntários terem sido derrotados. 
Entretanto, tanto a Sociedade da Lança Vermelha quanto a Sociedade das Grandes Espadas eram compostas em grande parte por camponeses sem instrução e mal treinados, e tinham um caráter tradicionalista e quase religioso. Os membros das irmandades depositavam sua fé na magia rústica e acreditavam na recompensa celestial dos personagens justos. Os membros da Grandes Espadas alegavam que seus feitiços os tornavam imunes a balas. As bandas da Lança Vermelha eram, em muitos casos, lideradas por monges budistas quando iam para a batalha, com suas roupas e armas decoradas com inscrições mágicas semelhantes às do antigo Movimento Boxer. 

### Bandidos
O nordeste da China era uma área de fronteira mal governada na virada do século XX e o banditismo era endêmico. Alguns eram criminosos implacáveis que saqueavam para viver; outros eram bandidos de meio período que roubavam apenas para sobreviver quando as colheitas falhavam e eles não conseguiam sobreviver da terra. À medida que a população da Manchúria aumentou na década de 1920, alguns recém-chegados se tornaram invasores, depois andarilhos e, por fim, foras da lei. Mesmo na província estabelecida de Fengtian, bandidos conhecidos como Honghuzi ("barbas ruivas") eram comuns ao longo da ferrovia Pequim-Mukden e no sudeste arborizado da província, ao longo da ferrovia Mukden-Dandong, perto da Coreia. Gangues de bandidos poderosas operavam a um dia de marcha de grandes cidades como Mukden e Harbin. O termo "shanlin" era frequentemente usado para descrever os bandidos porque eles conheciam muito bem o terreno local. A maioria operava em uma área relativamente pequena e mantinha a boa vontade dos camponeses locais. As tropas do governo tiveram grande dificuldade em reprimi-los, assim como as forças japonesas e manchukuoanas teriam nos anos seguintes. 

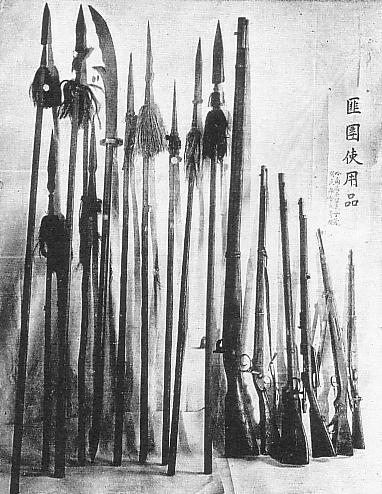
Armas dos bandidos da Manchúria

Havia também uma tradição de banditismo nacionalista, que remonta à invasão russa em julho de 1900, quando forças czaristas foram enviadas à Manchúria, ostensivamente para proteger a Ferrovia Oriental Chinesa, de propriedade russa, após a Rebelião dos Boxers. Wang Delin, que se opôs tanto aos russos quanto à dinastia Qing, liderou uma grande força de bandidos contra os russos. Sua carreira como fora da lei continuou até 1917, quando ele concordou em se juntar às forças provinciais de Jilin. Era bastante comum que ex-bandidos se juntassem ao exército regular na Era dos Senhores da Guerra, pois os bandidos constituíam uma fonte conveniente de novos soldados. O inverso também era verdadeiro. À medida que o Exército Fengtian recuava do ataque japonês, milhares de soldados desertaram para o campo para retomar suas antigas carreiras como bandidos. Durante a Guerra Russo-Japonesa, muitos grupos de bandidos cooperaram ativamente com o Exército Japonês, fornecendo informações militares valiosas sobre os movimentos e a implantação de tropas russas e auxiliando na obtenção de suprimentos. 
Depois de dezembro de 1931, o Exército Japonês iniciou operações "para exterminar bandidos" na zona rural de Fengtian, além da Zona Ferroviária da Manchúria do Sul, em condados a oeste de Mukden, em grande parte devido aos repetidos ataques de bandidos, roubos e sequestros nos trens Dalian-Mukden. Segundo relatos, combates apoiados por aeronaves dispersaram diversas gangues de bandidos. Como consequência, os bandidos ficaram ressentidos com a invasão japonesa e começaram ataques de retaliação contra comunidades japonesas isoladas ao longo da ferrovia Mukden-Dandong. O chefe Honghuzi, Zhang Haitian, liderou milhares de seguidores para atacar a porção sul da linha principal da RMS. A guarnição japonesa de Niuzhuang foi cercada e atacada por "1.500 bandidos chineses sob o comando de Zhang Haitian", enquanto outras tropas sob suas ordens atacaram na área de Haicheng. Reforços japoneses enviados rapidamente de Mukden forçaram a aposentadoria de Zhang, mas Zhang Haitian ressurgiu mais tarde como general do Exército Voluntário e foi aclamado como comandante pelas Irmandades Camponesas locais e pelas milícias antijaponesas. 
Muitos bandidos foram admitidos nos Exércitos Voluntários à medida que a conquista japonesa avançava e a resistência partidária se tornava uma causa cada vez mais popular. 

## Formação dos Exércitos Voluntários Anti-Japoneses

### Resistência em Harbin
Quando o general Xi Qia do Exército de Jilin declarou a província independente da República da China, as autoridades militares e civis da província se dividiram entre os adeptos do "Novo Jilin" de seu regime e os elementos leais do "Velho Jilin" em oposição a ele; os primeiros predominaram perto da capital e os últimos predominaram em Harbin e no interior acidentado ao norte e leste. 
As hostilidades não começaram na área de Harbin até o final de janeiro de 1932, quase na mesma época do Incidente de 28 de janeiro. O general Ding Chao decidiu defender a cidade, um importante centro de comunicações ferroviárias e fluviais no norte, contra a aproximação, primeiro do Exército "Novo Jilin" do general Xi Qia e depois das tropas japonesas. Ele apelou aos moradores chineses de Harbin para que se juntassem aos soldados regulares de sua guarnição ferroviária, e centenas de voluntários se juntaram ao Exército de Autodefesa de Jilin. A Defesa de Harbin no início de fevereiro, que reuniu Harbin da mesma forma que já havia formado milícias em Fengtian, convenceu as autoridades locais e os principais cidadãos do interior de Jilin de que eles deveriam resistir à ocupação da província pelo Japão e formar seus próprios bandos e unidades de milícia. 
O derrotado Exército de Autodefesa de Jilin, do General Ding Chao, retirou-se de Harbin para o nordeste, descendo o Rio Sungari, para se juntar à guarnição de Sungari Inferior do General Li Du e formar o núcleo da oposição armada no norte de Jilin. Enquanto isso, no sudeste de Jilin, Wang Delin, um comandante de batalhão e antigo chefe de bandidos da região, fundou o Exército de Salvação Nacional do Povo Chinês (NSA), em 8 de fevereiro de 1932. Contando com mais de 1.000 homens na época, em poucos meses esse exército se tornou um ponto de encontro para a resistência e um dos mais bem-sucedidos exércitos voluntários. 

### Fundação de Manchukuo

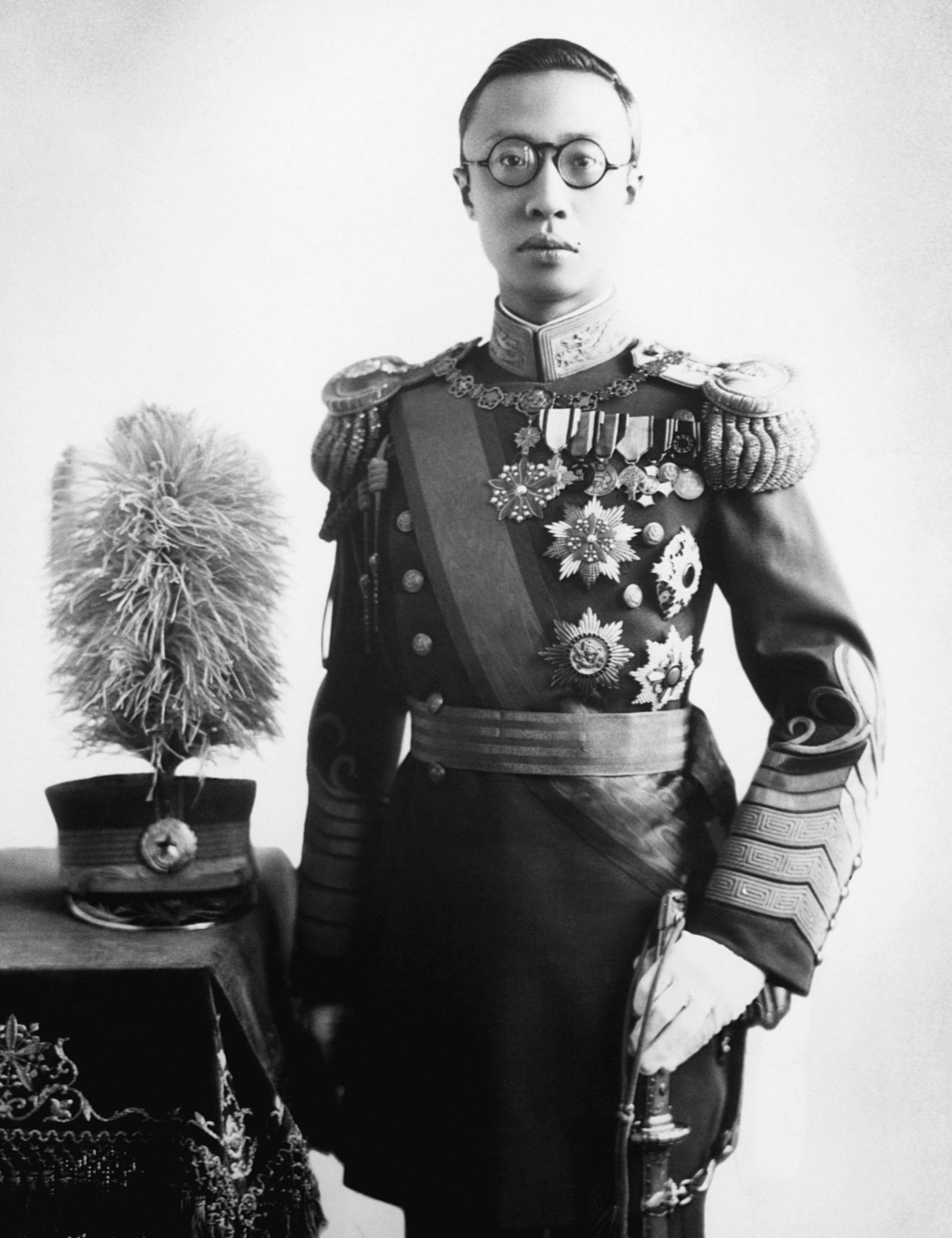
Pu Yi, Imperador de Manchukuo

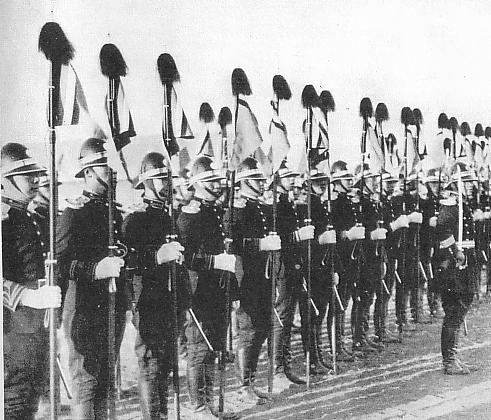
Guarda de Honra de Manchukuo

Com a derrota do General Ding Chao, Ma Zhanshan concordou em desertar para o novo Exército Imperial de Manchukuo em 14 de fevereiro de 1932 e manteve seu posto como Governador da Província de Heilongjiang em troca de cooperar com os japoneses. 
Em 27 de fevereiro de 1932, o general Ding Chao ofereceu cessar as hostilidades, encerrando a resistência oficial chinesa na Manchúria. 
Em poucos dias, Pu Yi, o antigo Imperador da China, deposto em 1911, foi nomeado presidente provisório do estado independente de Manchukuo pela resolução de uma convenção de toda a Manchúria em Mukden, cujos membros incluíam o general Ma Zhanshan, trazido do norte. No dia seguinte, 1º de março, o Governo provisório de Manchukuo foi estabelecido com Ma Zhanshan como Ministro da Guerra, além de seu cargo de governador provincial. Em 9 de março, o Estado de Manchukuo foi inaugurado. O governo chinês anunciou que não apenas não reconhecia o novo estado, mas afirmou que Pu Yi havia sido sequestrado pelos japoneses. 
Apesar do fim da resistência oficial com a derrota do General Ding Chao, nem tudo estava calmo na Manchúria. No final de fevereiro, o general Wang Delin, com 1.000 milicianos, destruiu ou queimou 18 pontes na ferrovia Jilin-Dunhua. Wang também recapturou a cidade de Dunhua em 20 de fevereiro. Em março de 1932, uma força expedicionária japonesa e manchukuo enviada contra Wang foi derrotada em uma série de batalhas ao redor da costa do Lago Jingpo, causando centenas de baixas. Essas batalhas eram de pequena escala, com as milícias usando seu conhecimento do terreno local para armar emboscadas, o que acabou obrigando os japoneses a recuar para Harbin. 
O fato de os japoneses terem sofrido uma derrota militar nas mãos de um grupo heterogêneo de forças irregulares foi um constrangimento político considerável. O Japão estava ansioso para apresentar Manchukuo ao mundo como uma nação pacífica, especialmente porque uma delegação da Liga das Nações estava investigando a situação. Quando as notícias das vitórias do Exército de Salvação Nacional do Povo Chinês de Wang se espalharam pelo leste de Jilin, centenas de tropas que eram membros relutantes do novo Exército Imperial de Manchukuo desertaram para o NSA e as estimativas de sua força total em abril aumentaram de 4.500 para mais de 10.000 e, possivelmente, perto de 15.000, organizadas em cinco brigadas. 

## Guerra dos Exércitos Voluntários e "Operações Anti-bandidos" (1932–1933)

### O conflito começa
Após o estabelecimento de Manchukuo, incêndios foram ateados no bairro japonês de Mukden. O trem do general Honjo sofreu um ataque que foi repelido, e pequenas revoltas começaram nas partes mais remotas da Manchúria. 
Com o fim do inverno de 1932, os japoneses lançaram expedições de Harbin para o interior da província de Jilin, atacando a nordeste pelo Rio Sungari e a leste pela linha principal da Ferrovia Oriental da China contra o Exército de Autodefesa de Jilin do General Ding (chamado de "Exército Anti-Jilin" pelos japoneses). Esta foi a campanha de subjugação do Exército Anti-Jilin na província de Jilin, que durou de março a junho de 1932. A campanha empurrou as forças de Jilin para o norte e leste da província de Jilin e garantiu o controle do Rio Sungari; no entanto, as forças de Ding continuaram a resistir, às vezes ocupando cidades ao longo da seção leste da Ferrovia Oriental da China, entre Harbin e a fronteira soviética. 
A sudoeste, outra força sob o comando do General Li Hai-ching, com sede em Fuyu, controlava o território ao redor e ao sul até Nong'an. Essa força foi chamada de Exército Antijaponês para a Salvação do País e estava equipada com artilharia leve e inúmeras metralhadoras. Em 29 de março de 1932, as forças de Li Hai-ching derrotaram as tropas regulares do governador de Manchukuo, Xi Qia, fora da cidade de Nong'an, a apenas 35 milhas (56 km) da capital Shinkyo. No dia anterior, um grupo de 100 policiais foi cercado por tropas voluntárias à tarde enquanto seguiam para Nong'an em um comboio de caminhões carregando 200.000 cartuchos de munição de rifle e 50.000 morteiros de trincheira do Arsenal da Cidade de Jilin. Todos foram feitos prisioneiros ou rendidos. Privadas de seu suprimento de munição, a resistência das forças Manchukuo em Nong'an se dissolveu no dia seguinte. Logo foi relatado que Nong'an estava à beira da rendição. 
Pequenos destacamentos japoneses enviados de Changchun pediram ajuda por rádio, após sofrerem pesadas baixas nos combates. As forças japonesas do leste, em Dehui, tentaram abrir caminho até Nong'an com o apoio de bombardeiros, mas o rádio dos defensores parou de transmitir, pois o Exército Antijaponês de Li havia capturado a cidade. Finalmente, no dia seguinte, os japoneses conseguiram expulsar as forças de Li da cidade, principalmente por meio de bombardeios aéreos, contra os quais tinham pouca defesa. 

### Revolta de Ma Zhanshan
Apesar de ter sido nomeado Ministro da Guerra no governo de Manchukuo e governador provincial, o general muçulmano Ma Zhanshan foi mantido sob controle muito rigoroso pelos militares japoneses. Ele teve que pedir aprovação ao seu conselheiro japonês em todos os assuntos relacionados à administração provincial. Insatisfeito com a situação, Ma reuniu e reequipou seu exército particular em segredo, usando dinheiro e armas japonesas. Como governador de Heilongjiang, ele usou sua autoridade para transportar secretamente armas e munições para fora dos arsenais e evacuar as esposas e famílias de suas tropas para um local seguro. Ele então liderou suas tropas para fora de Qiqihar em 1º de abril, declarando que estava fazendo uma viagem de inspeção militar. 
Em Heihe, em 7 de abril, Ma anunciou o restabelecimento do "Governo Provincial de Heilongjiang" independente de Manchukuo, e reorganizou suas tropas em 9 brigadas no início de maio. Ma também estabeleceu outras onze tropas de voluntários em Bei'an, Gannan, Keshan, Kedong e outros lugares. Isto se tornou o Exército de Salvação Nacional Antijaponês do Nordeste. Ma também foi nomeado comandante-chefe nominal de todos os outros Exércitos Voluntários Antijaponeses que estavam se formando em vários locais, e comandou uma força de combate total de cerca de 300.000 homens em seu pico de força, de acordo com estimativas japonesas. 
Depois de enviar algumas tropas para ajudar o General Ding Chao na área inferior do Rio Sungari, Ma avançou em direção a Harbin com seis regimentos de infantaria e cavalaria, 20 peças de artilharia de campanha e um pequeno esquadrão de sete aviões. Suas unidades montaram emboscadas ao longo das principais estradas e atacaram gravemente as tropas manchukuoanas e japonesas. Quando foi impedido de chegar a Harbin, ele virou para sudoeste em direção a Qiqihar. 
Ao mesmo tempo, a noroeste de Harbin, uma guerra irregular começou a eclodir na zona rural da província de Heilongjiang. As tropas Manchukuo se amotinaram, ocupando brevemente os centros de transporte ao longo das ferrovias Qiqihar-Keshan e Harbin-Hailun, ou partindo para se juntar às forças do General Ma. Bandidos montados apareceram às centenas para saquear cidades na linha principal da Ferrovia Oriental da China, a oeste de Harbin. Outros guerrilheiros levantaram-se na região de Taonan, interrompendo o serviço na ferrovia Taonan-Qiqihar. 
Para restaurar o controle, o Exército Japonês lançou a campanha de Subjugação Ma Chan-shan de abril a julho de 1932. Os japoneses atacaram em direção ao norte pelas ferrovias Harbin-Hailun e Qiqihar-Keshan, repelindo as forças do General Ma e partindo das linhas férreas em poderosos movimentos de pinça para cercar grupos de tropas de Ma. O general Ma relatou em 8 de junho que havia decidido adotar táticas de guerrilha, mantendo apenas um destacamento de 1.000 soldados como seu comando pessoal como força regular. Todas as outras unidades foram dispersas como pequenos grupos de guerrilheiros, percorrendo o campo a cavalo. Em julho, as tropas do General Ma Zhanshan estavam seriamente esgotadas nas batalhas resultantes, e apenas um pequeno número de homens conseguiu romper o cerco japonês. 
O general Ma Zhanshan comandou 3.500 guerrilheiros contra os japoneses, conduzindo ataques como um ataque ao tesouro de Manchukuo, atacando Changchun, a capital, e sequestrando seis aviões japoneses de um campo de aviação.  Quando seu equipamento e cavalo foram capturados, os japoneses os apresentaram ao imperador em Tóquio, presumindo que ele estava morto. Eles ficaram furiosos ao descobrir que ele havia sobrevivido e escapado. 
Depois que o General Ma escapou, seus homens continuaram a luta, aterrorizando os invasores japoneses. Eles capturaram 350 reféns japoneses e coreanos e os mantiveram presos por semanas, além de sequestrarem estrangeiros como o filho de um general britânico e a esposa de um executivo americano. 

### Revoltas dos Exércitos Voluntários ao sul de Harbin
No final de abril, a Ferrovia Oriental da China foi cortada em 105km ao sul de Harbin, por cerca de 3.000 soldados chineses sob o comando do general Li Hai-ching. As tropas de Li destruíram os trilhos da ferrovia, derrubaram fios telegráficos e capturaram um trem de Harbin. Eles saquearam o trem e se dispersaram antes que as tropas japonesas chegassem ao local. 
No leste de Manchukuo, as tropas de Wang Delin incendiaram três pequenas estações ferroviárias e destruíram a cidade de Suifenhe, perto da fronteira com a Rússia. Atraindo mais tropas da aparentemente tranquila província de Fengtian, no sul, os japoneses lançaram a Operação de Subjugação de Li Hai-ching em maio de 1932. Uma força mista de tropas japonesas e manchukuo atacou os guerrilheiros de Li Hai-ching na província de Heilongjiang, no sul, de três direções, dispersando-os rapidamente e garantindo o controle da região. 
Entretanto, em 21 de abril de 1932, com as forças japonesas concentradas no norte, Tang Juwu, no leste de Liaoning, julgou que era hora de seu exército partir para a ofensiva. Tang Juwu iniciou a revolta em Huanren e então capturou Xinbin e Kuandian. O exército de Tang, com 20.000 homens, cercou a guarnição japonesa de Tonghua. Em reação, a polícia de Manchukuo e destacamentos do Exército de Manchukuo tentaram aliviar o cerco na Primeira Limpeza de Dongbiandao. Em 8 de maio, ele capturou Liuhe e tomou Tonghua logo depois. Entretanto, sua força continuou sendo uma ameaça na região a leste de Mukden e nas comunicações com a Coreia. Baseado na área de Dongbiandao, seu exército lutou tanto com o Exército Kwantung japonês estacionado em Mukden quanto com o Exército Fengtian de Manchukuo. Embora todas as principais cidades tenham sido perdidas, os exércitos voluntários ganharam uma nova vida durante o verão de 1932 e atingiram seu maior efetivo. 
Também em maio, Feng Zhanhai e um destacamento considerável do Exército de Autodefesa de Jilin, de 15.000 homens, na província de Jilin, no oeste do país, cortaram as comunicações com o sul e o leste de Harbin. Em resposta, os exércitos japonês e manchukuo lançaram duas campanhas para expulsar as forças de Feng do campo. De junho a julho de 1932, a Operação de Subjugação de Feng Chan-hai livrou os distritos de Shuangcheng, Acheng, Yushu, Wuchang e Shulan, ao sul de Harbin, das forças antijaponesas de Feng e forçou Feng a recuar para o oeste. 
Em 20 de junho, Feng Zhanhai capturou Yushu, Jilin, mas após um feroz contra-ataque japonês, ele foi forçado a recuar. Ele então chegou a Wuchang, Heilongjiang, em 4 de julho, e os defensores japoneses fugiram. Em 13 de julho, Feng Zhanhai capturou Shulan. 
Grandes inundações ao longo dos rios Nonni e Sungari inundaram cerca de 30.000km2 ao redor de Harbin durante todo o mês de agosto, proporcionando um descanso crucial para as tropas do Exército Voluntário nas planícies e no baixo Sungari, já que as operações japonesas na área tiveram que ser interrompidas até que as águas baixassem. Os japoneses concentraram forças a noroeste de Harbin contra o General Ma Zhanshan na primavera e no verão de 1932, o que permitiu uma escalada da atividade partidária nas províncias de Jilin e Fengtian, que culminou em ataques simultâneos a cidades em toda a Zona Ferroviária da Manchúria do Sul, quando as enchentes de agosto interromperam as operações japonesas baseadas em Harbin e isolaram as tropas engajadas nelas. No entanto, as enchentes também destruíram plantações que ainda não haviam sido destruídas na guerra, colocando mais pressão sobre os Exércitos Voluntários, que buscavam seu sustento no campo. 

### Derrota dos Exércitos Voluntários
As forças de bandidos mongóis conseguiram atacar a ferrovia Ssutao (Siping-Taonan), onde ficou isolada pelas enchentes em agosto, e tomaram a pequena cidade de Tongyu. Em 20 de agosto, uma força de socorro Manchukuo foi enviada para a Operação de Subjugação de Bandidos Mongóis e, após uma curta batalha, Tonyu foi recuperado em 31 de agosto de 1932. 
Em 2 de setembro de 1932, durante a Segunda Operação de Subjugação de Feng Chan-hai, uma força do Exército da Guarda de Manchukuo em Jilin encurralou o Exército Voluntário de Feng Zhanhai, que recuava da operação de subjugação anterior. Embora cercados, mais da metade dos guerrilheiros conseguiu escapar do cerco e escapar para Jehol. 

#### Revolta de Su Bingwen
O general Su Bingwen, do "Distrito de Barga", no extremo oeste de Heilongjiang, na fronteira soviética, manteve seu comando isolado além das montanhas do Grande Khingan, livre de qualquer combate ou de quaisquer tropas japonesas, sem fazer nada em apoio a Manchukuo ou Ma Zhanshan. Como consequência, os fazendeiros estabelecidos ao longo da linha principal da Ferrovia Oriental da China, a oeste de Qiqihar, permaneceram ilesos à guerra e puderam colher seus frutos. 
Em 27 de setembro de 1932, quando os japoneses voltaram sua atenção para o sul para restaurar a segurança das instalações vitais no sul de Manchukuo, que estavam ameaçadas pelas atividades dos Exércitos Voluntários, os soldados do General Su Bingwen organizaram um motim, capturando centenas de civis japoneses e militares isolados como reféns. Os amotinados, que se autodenominavam Exército de Salvação Nacional de Heilongjiang, seguiram para o leste a bordo de trens para se juntar ao General Ma Zhanshan na retomada da capital provincial de Qiqihar. 
Ma Zhanshan emergiu novamente nas planícies de seu abrigo nas montanhas Khingan Menores, ao longo do Rio Amur, depois que os japoneses derrotaram suas forças no norte. Ele chegou ao Condado de Longmen em setembro e se juntou aos amotinados de Su Bingwen para uma campanha conjunta. 
No entanto, a escassez de alimentos foi particularmente grave em Heilongjiang após a devastação causada pelas enchentes de agosto. As tropas de Heilongjiang e o Exército de Ma estavam sendo abastecidos com provisões confiscadas involuntariamente de fazendeiros locais, e logo não havia mais nada para apreender. 
Em meados de outubro, as forças de Ma capturaram Anda, a oeste de Harbin, na linha principal da C. E. R., forçaram os comerciantes da cidade a dar-lhes 50.000 dólares e confiscaram todos os cavalos que conseguiram encontrar. Em 26 de outubro, Laha, uma cidade 110km ao norte de Qiqihar, foi atacado pelas forças de Ma com sua artilharia restante em apoio. A guarnição japonesa foi submetida a um bombardeio longo, intensivo e bem direcionado. 
Durante oito dias, a guarnição japonesa comandada pelo Capitão Hayashi em Taian, na ferrovia Qiqihar-Koshen, foi cercada por cerca de 4.000 voluntários, até conseguir repeli-los em 28 de outubro, após severos combates, nos quais vinte e oito japoneses (incluindo o Capitão Hayashi) foram mortos ou feridos. Um destacamento de cavalaria, o Destacamento Kawase, de 59 cavaleiros, enviado em direção a Taian, desapareceu na pradaria congelada. Em 8 de novembro, o único sobrevivente, o sargento Iwakami, chegou a Qiqihar para contar como o destacamento havia sido aniquilado nos arredores de Taian. 
Em reação, os japoneses organizaram a Campanha de Subjugação de Su Ping-wei de novembro a dezembro de 1932. Quase 30.000 soldados japoneses e manchukuo, incluindo a 14ª Divisão de Infantaria Japonesa e cavaleiros mongóis do Exército de Manchukuo em Xing'an, lideraram uma campanha feroz contra as tropas de Su e Ma. Em 28 de novembro de 1932, a 14ª divisão japonesa atacou Ma Zhanshan e Su Bingwen ao redor de Qiqihar. Aviões japoneses bombardearam a sede de Ma Zhanshan em Hailar. Em 3 de dezembro, os japoneses tomaram o quartel-general de Ma Zhanshan em Hailar. E no dia seguinte, após intensos combates, Ma Zhanshan e Su Bingwen, com o que restou de suas forças, fugiram de Hailar para a fronteira soviética e entraram em território russo em 5 de dezembro. A maioria de suas tropas foi posteriormente transferida para Rehe. 

#### Operações finais no leste de Manchukuo
Desviadas dos preparativos para invadir a província de Jehol pela ampla atividade partidária das forças de Ma e Su em Heilongjiang, as forças japonesas se concentraram no oeste. As forças de Feng Zhanhai e Wang Delin em Fengtian e Jilin ficaram livres para atacar as ferrovias e outros lugares na Zona Ferroviária da Manchúria do Sul e conseguiram ocupar brevemente a capital da província de Jilin. 
Em 10 de setembro de 1932, em Dehui, no ramal da C. E. R. entre Changchun e Harbin, 1.000 bandidos expulsaram a guarnição de Manchukuo. Eles então saquearam a cidade por duas horas enquanto a luta continuava. A guarnição conseguiu se reunir, contra-atacar e repelir seus oponentes. Em um ataque em 11 de setembro, guerrilheiros do Exército Voluntário descarrilaram um trem entre Changchun e Harbin e roubaram os sobreviventes, sequestrando alguns para pedir resgate, incluindo cinco japoneses. Em 15 de setembro, uma milícia da Lança Vermelha que não era da área, mas estava apenas passando pela vila de Pingdingshan, atirou contra soldados japoneses e depois atacou a guarnição japonesa na cidade industrial vizinha de Fushun. No dia seguinte, em retaliação, soldados e policiais japoneses, ao rastrearem os rebeldes enquanto eles fugiam de volta pelas aldeias, presumiram que todos os que estavam nas proximidades eram membros da milícia ou seus confederados e os puniram, queimando casas e executando sumariamente, abatendo moradores da aldeia com baionetas e metralhadoras e matando cerca de 3.000 homens, mulheres e crianças, deixando apenas um sobrevivente em toda a aldeia. Isto ficou conhecido como o Massacre de Pingdingshan. 
Enquanto isso, em outubro, a oeste, uma força manchukuo e japonesa na Subjugação de Li Hai-ching confrontou a força guerrilheira de 3.000 homens de Li Hai-ching que havia retornado para atacar as forças manchukuo e japonesas na província de Heilongjiang, no sul, e forçou sua retirada para a província de Jehol. 
Finalmente os japoneses tomaram a iniciativa no leste. Em meados de outubro, os japoneses estimaram as forças de Tang Juwu nos quatorze condados do sul e leste de Fengtian em cerca de 30.000 homens. Em 11 de outubro de 1932, os japoneses contra-atacaram na Segunda Subjugação de Dongbiandao. O Exército de Fengtian de sete brigadas apoiou uma força japonesa de duas brigadas de cavalaria e uma brigada mista que liderou a expulsão dos guerrilheiros do distrito de Dongbiandao. Eles atacaram as forças de Tang Juwu na área de Tonghua e Huanren. Tang Juwu rompeu o cerco japonês a oeste. No dia 16, os japoneses tomaram Tonghua e, no dia 17, Huanren, sofrendo baixas de 500 homens, matando 270 e capturando 1.000. 
Após essa operação, de outubro a novembro de 1932, na subjugação de Shenyang, Changchun e Jilin, os japoneses varreram o território entre Mukden, Changchun e Jilin, forçando as forças guerrilheiras chinesas de Wang Delin a recuar em direção a Huinan e Siping. 
De 6 a 20 de novembro de 1932, o Exército Manchukuo lançou a Operação de Subjugação do Distrito Ki Feng-Lung, limpando o distrito Ki Feng-lung dos guerrilheiros com 5.000 soldados Manchukuo, consistindo em um batalhão da Guarda Imperial de Manchukuo e o 2º Regimento de Cavalaria do Exército de Fengtian e um destacamento de Cavalaria do Exército de Jilin. 
A Terceira Operação de Subjugação de Dongbiandao, de 22 de novembro a 5 de dezembro de 1932, foi lançada para finalmente limpar os remanescentes das forças guerrilheiras de Tang Juwu que haviam se reagrupado após a Segunda Campanha de Subjugação de Dongbiandao. A força de Manchukuo era composta por uma unidade da Guarda Imperial de Manchukuo, bem como por forças de milícias locais dos distritos de Yalu, Central e Shenghai, totalizando 5.000 homens. A operação foi um sucesso e levou à captura de 1.800 "bandidos", alguns dos quais foram posteriormente recrutados para o Exército de Manchukuo. 
Em 24 de dezembro de 1932, a 10ª Divisão Japonesa atacou forças guerrilheiras ao norte do Rio Mudanjiang. Em 5 de janeiro de 1933, o general Kuan Chang-ching foi forçado a render seus voluntários em Suifenhe, na fronteira soviética. Em 7 de janeiro de 1933, os japoneses tomaram Mishan. Em 9 de janeiro de 1933, as forças guerrilheiras de Li Du cruzaram o Rio Ussuri em direção à URSS. Em 5 de janeiro, os japoneses começaram a atacar Dongning, Heilongjiang e em 13 de janeiro, Wang Delin e as milícias restantes foram forçadas a recuar de Dongning para a União Soviética.  No final de fevereiro de 1933, a maioria dos grandes Exércitos Voluntários havia se dispersado em pequenos grupos de guerrilha ou fugido para a União Soviética. 

### Consequências

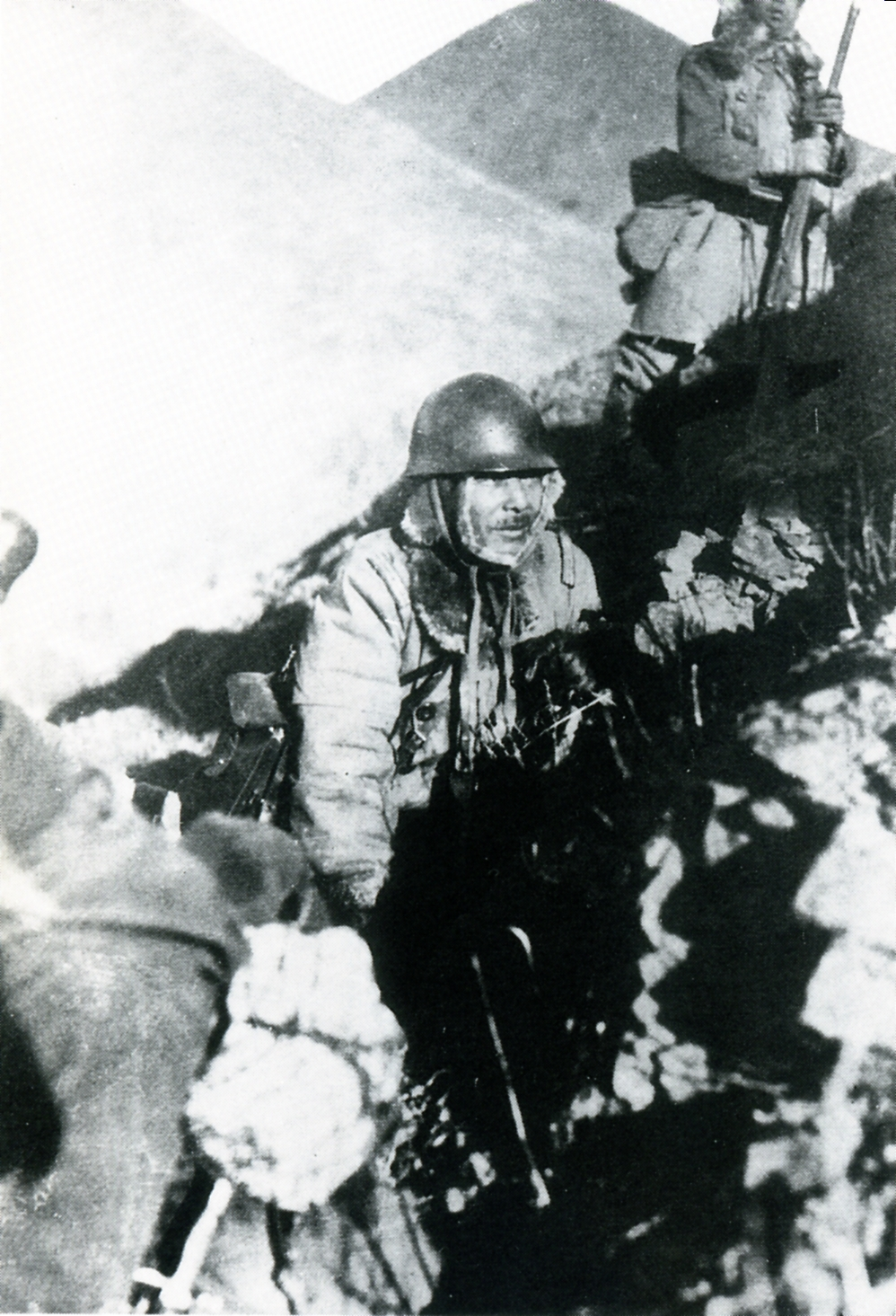
Tropas japonesas durante a Batalha de Rehe

Este não foi o fim dos Exércitos Voluntários. Alguns lutaram como pequenas unidades de guerrilha, frequentemente chamadas de "shanlin". As experiências de bandidos de alguns dos comandantes foram muito úteis, pois eles eram hábeis em sobreviver aos invernos da Manchúria e se adaptaram à guerra de guerrilha, continuando a perseguir as forças japonesas e manchus por muitos anos. 
Os japoneses foram forçados a mobilizar forças e ativos militares consideráveis para varrer continuamente a região com patrulhas do tamanho de uma companhia por muitos meses. Ocasionalmente eles organizavam operações maiores. Após um ressurgimento da atividade, os japoneses foram forçados a organizar a operação de subjugação em larga escala da província de Jilin em outubro e novembro de 1933. Envolveu 35.000 homens do Exército Manchukuo numa tentativa de limpar completamente a província de Jilin dos guerrilheiros. A força Manchukuo incluía todo o Exército de Jilin, bem como elementos do Exército de Heilongjiang, Exército de Xing'an e o Destacamento de Cavalaria Independente de Xinjin. A operação foi considerada um sucesso e levou à captura e morte de vários comandantes antijaponeses. 
Das forças que fugiram de Manchukuo, Feng Zhanhai e seus homens serviram contra a Operação Nekka japonesa em Rehe e mais tarde no Exército Antijaponês do Povo Chahar de Feng Yuxiang em Chahar 1933. Suas forças foram incorporadas ao Exército Nacional Revolucionário como uma divisão e lutaram na Segunda Guerra Sino-Japonesa. Tang Juwu lutou contra os japoneses em Rehe e foi nomeado chefe do 3º Corpo de Voluntários Antijaponeses do Nordeste. Após a eclosão da Segunda Guerra Sino-Japonesa, ele foi designado para operar atrás das linhas japonesas, onde foi morto em 18 de maio de 1939. Após sua retirada para a União Soviética, Su Bingwen serviu ao governo do Kuomintang como membro do conselho militar e diretor do grupo de inspeção militar durante a Segunda Guerra Sino-Japonesa. Em desuso por Chiang Kai-Shek, foi somente após o Incidente da Ponte Marco Polo que Ma Zhanshan foi nomeado comandante da Força Avançada do Nordeste, responsável pelas operações de guerrilha nas quatro províncias do nordeste: Liaoning, Jilin, Heilongjiang e Rehe. Ma liderou suas tropas para lutar contra os japoneses nas áreas de Chahar, Suiyuan, Datong e Shanxi e cooperou com as tropas de Fu-Zuyi na defesa de Suiyuan. Ma foi nomeado presidente do governo de Heilongjiang em agosto de 1940 e continuou ocupando o cargo até o fim da guerra. 
Dos líderes guerrilheiros voluntários que permaneceram em Manchukuo, Wang Fengge foi capturado em 1937 e executado, junto com sua esposa e filho. Wu Yicheng lutou com um pequeno grupo de seguidores até 1937. Embora Kong Xianrong, o representante de Wang Delin, tenha desistido da luta, sua esposa e outro subordinado de Wang Delin, Yao Zhenshan, lideraram um pequeno grupo que lutou até a primavera de 1941, quando foi aniquilado. 

## Comunistas e o Exército Unido Antijaponês do Nordeste (1934–1942)

### Conflito inicial com os exércitos antijaponeses
Após a invasão da Manchúria em 1931, o Partido Comunista Chinês organizou uma série de pequenas unidades de guerrilha antijaponesa dedicadas tanto à resistência contra os japoneses quanto à revolução social. No entanto, essas unidades eram muito menores do que os vários Exércitos Voluntários Antijaponeses que foram criados com base no apelo patriótico. 
Quando os primeiros Exércitos Voluntários foram organizados, o Partido Comunista inicialmente foi completamente hostil, desconfiando de seus motivos e liderança. Eles também temiam que os Exércitos Voluntários dessem aos japoneses um pretexto para atacar a União Soviética. O Partido Comunista no nordeste da China até fez um apelo para que os voluntários matassem seus oficiais e se juntassem aos comunistas em uma revolução social. 
Apesar da desaprovação do Partido, alguns membros do Partido Comunista se juntaram ou prestaram assistência aos vários Exércitos Voluntários Antijaponeses, e alguns ascenderam a altos cargos dentro das forças voluntárias. Eles foram particularmente influentes no Exército de Salvação Nacional do Povo Chinês (NSA) de Wang Delin, onde Li Yanlu e Zhou Baozhong se tornaram oficiais de alta patente. A princípio, o Partido criticou severamente sua conduta. 
No entanto, os comunistas acabaram tendo que encarar o fato de que sua propaganda atual os tornava quase irrelevantes para a causa antijaponesa. As ações dos membros do Partido que se juntaram ou ajudaram os vários Exércitos Voluntários Antijaponeses acabaram persuadindo o movimento comunista internacional a adotar uma política de frente popular em 1935. O Partido Comunista passou a aceitar que o apoio incondicional ao movimento antijaponês e o adiamento dos objetivos revolucionários eram essenciais para que os comunistas chineses continuassem sendo uma força política séria. 
Em 1934, após a derrota dos grandes Exércitos Voluntários, ainda havia várias forças de resistência com cerca de 50.000 homens ainda em campo. Todas as unidades do Partido Comunista foram reorganizadas no Exército Unido Antijaponês do Nordeste, com Zhao Shangzhi como comandante-chefe. O exército estava aberto a todos que quisessem resistir aos japoneses e, ao proclamar sua disposição de se aliar a todas as outras forças antijaponesas, esse exército conquistou algumas das gangues shanlin, incluindo antigas unidades do NSA. 

### Frente Unida
Em 1935, quando o Partido mudou oficialmente a política e começou a criar uma frente unida, o exército acolheu e absorveu a maioria das forças antijaponesas restantes na Manchúria e alguns combatentes da resistência coreana, incluindo Kim Il-sung. O número de insurgentes em 1935 era de cerca de 40.000 homens. O exército foi organizado no 1º Exército de Rota de Yang Jingyu (Província de Fengtian), no 2º Exército de Rota de Zhou Baozhong (Província de Jilin) e no 3º Exército de Rota de Li Zhaolin (Província de Heilongjiang). A estratégia do exército era formar bolsões de resistência nas áreas ocupadas, perseguir as tropas japonesas e minar suas tentativas de administração e, quando a Segunda Guerra Sino-Japonesa começou para valer em 1937, fazer ataques para impedir que o maior número possível de tropas japonesas fossem enviadas para a China. Conduziu uma campanha prolongada que ameaçou a estabilidade do regime de Manchukuo, especialmente durante 1936 e 1937. 
O recém-reformado Exército Imperial de Manchukuo respondeu com uma grande campanha com 16.000 homens, de outubro de 1936 a março de 1937, contra o 1º Exército de Rota na região de Dongbiandao. Esta foi a primeira vez que operou contra a guerrilha sem o apoio das tropas japonesas. Apesar das pesadas baixas, o Exército de Manchukuo conseguiu matar mais de dois mil guerrilheiros, incluindo alguns de seus líderes. Assim, o número de insurgentes caiu para 30.000 em 1936; e 20.000 em 1937. 
Uma campanha ainda maior e mais longa, de novembro de 1937 a março de 1939, foi travada por 24.000 tropas Manchukuo contra o 2º Exército de Rota na área entre os rios Amur, Sungari e Ussuri. Na segunda metade de 1938, o Exército Japonês concentrou tropas na província oriental de Fengtian, para cercar os remanescentes do exército de Yang Jingyu, a mais perigosa das forças antijaponesas, com a área de base mais confiável.  Embora os japoneses tenham conseguido cortar as linhas de suprimento para os guerrilheiros, eles perseveraram, frequentemente lançando ataques que obrigaram os japoneses e os manchukuoanos a desviar forças para expedições punitivas contra eles. 
Em setembro de 1938, o número de insurgentes havia diminuído para cerca de 10.000 combatentes, como resultado de anos de luta e privação. O Exército de Kwantung então trouxe reforços com um plano para eliminar as forças antijaponesas restantes em Fengtian.  Essa operação produziu gradualmente uma escassez crítica de suprimentos e, de janeiro a meados de fevereiro de 1940, Yang Jingyu liderou a luta até morrer em 23 de fevereiro de 1940, tentando escapar do cerco quando um oficial traiu seu destacamento. 
Com seus exércitos mais fortes dispersos ou destruídos e suas áreas de base pacificadas, os combatentes da resistência remanescentes, incluindo Kim Il Sung, foram gradualmente forçados a recuar para a Sibéria entre 1940 e 1942. Em novembro de 1941, Li Zhaolin entrou na União Soviética. Em julho de 1942, Zhou Baozhong o seguiu. Finalmente, em 12 de fevereiro de 1942, Zhao Shangzhi foi capturado pela polícia militar japonesa após ser atacado por um de seus agentes, e morreu mais tarde. 